# Falconsat-2
Falconsat-2, stiliserat som FalconSAT-2, var en satellit byggd av studenter vid United States Air Force Academy som en del av Falconsat-programmet. Avsikten var att placera den i låg omloppsbana (LEO) runt jorden för att studera effekterna av plasma på kommunikation med rymdskepp. Den misslyckades med att nå omloppsbana på grund av ett fel i dess bärraket Falcon 1.
Falconsat-2 tilldelades som nyttolast för den första flygningen av SpaceX Falcon 1-bärraketen, som sköts upp från Omelek Island vid 22:30 GMT den 24 mars 2006.  Raketen föll ner i Stilla havet nära uppskjutningsplatsen. Falconsat-2 frigjordes från raketen, och landade i ett skjul på Omelek Island, nära sin egen container.